# Holmsjön (Rämmens socken, Värmland, 666354-140577)
Holmsjön är en sjö i Filipstads kommun i Värmland och ingår i Göta älvs huvudavrinningsområde. Sjön är 14 meter djup, har en yta på 1,28 kvadratkilometer och är belägen 269,1 meter över havet.

## Delavrinningsområde
Holmsjön ingår i det delavrinningsområde (666370-140575) som SMHI kallar för Utloppet av Holmsjön. Medelhöjden är 321 meter över havet och ytan är 12,25 kvadratkilometer. Det finns inga avrinningsområden uppströms utan avrinningsområdet är högsta punkten. Vattendraget som avvattnar avrinningsområdet har biflödesordning 4, vilket innebär att vattnet flödar genom totalt 4 vattendrag innan det når havet efter 403 kilometer. Avrinningsområdet består mestadels av skog (71 procent). Avrinningsområdet har 1,28 kvadratkilometer vattenytor vilket ger det en sjöprocent på 10,4 procent.